# Józef Kościelski (rotmistrz)
Józef Kościelski herbu Ogończyk – rotmistrz chorągwi 2. Brygady Kawalerii Narodowej w 1792 roku, członek loży wolnomularskiej Doskonałe Zjednoczenie.
W 1792 roku został kawalerem Orderu Świętego Stanisława. 